# سكري (تمر)
سُكّري (وينطق في القصيم بالكسر سِكّري  ) ، أحد أنواع التمور، تشتهر به منطقة القصيم، وهو يأتي لونه أصفر وآخر لونه أحمر يسمى سكري أحمر.

## نشأته
عُرفت وأشتهرت بمنطقة القصيم وحويلان هو موطن أول نخلة

وهذا النوع من التمور “حسب رأي الكاتب سليمان الحديثي” كان معروفاً في مدينة البصرة قبل أكثر من 1200 سنة، ثم انتقل بعد ذلك بقرون جراء الاستيطان إلى منطقة القصيم واشتهر فيها.

## القياس
```
نسبة الجلوكوز 11 نسبة الفركتوز 9 نسبة سكروز 35
[
3
]
```